# Dymond Guilford
Dymond Precious Guilford (ur. 6 listopada 1999) – amerykańska zapaśniczka walcząca w stylu wolnym. Zajęła dziewiętnaste miejsce na mistrzostwach świata w 2022. Złota medalistka mistrzostw panamerykańskich w 2022 i druga w zawodach juniorów w 2019. Czwarta w Pucharze Świata w 2022. Druga na MŚ U-23 w 2022 roku.